# Internationale Fechtmeisterschaften 1927
Die Internationalen Fechtmeisterschaften 1927 waren die sechste Austragung der heute als Weltmeisterschaft anerkannten Wettbewerbe im Fechten und fanden in der französischen Stadt Vichy statt. Das von der Fédération Internationale d’Escrime organisierte Turnier wurde offiziell als Europameisterschaft ausgetragen, jedoch waren auch Fechter aus nichteuropäischen Staaten zugelassen. 1937 wurden die Veranstaltungen offiziell in Weltmeisterschaft umbenannt, die Internationalen Fechtmeisterschaften 1927 wurden rückwirkend als sechste Weltmeisterschaft anerkannt.

## Resultate der Männer

### Florett, Einzel
| Platz | Land               | Sportler            |
| ----- | ------------------ | ------------------- |
| 1     | Königreich Italien | Oreste Puliti       |
| 2     | Frankreich         | Philippe Cattiau    |
| 3     | Königreich Italien | Gioacchino Guaragna |

### Degen, Einzel
| Platz | Land       | Sportler            |
| ----- | ---------- | ------------------- |
| 1     | Frankreich | Georges Buchard     |
| 2     | Frankreich | Fernand Jourdant    |
| 3     | Belgien    | Xavier De Beukelaer |

### Säbel, Einzel
| Platz | Land   | Sportler           |
| ----- | ------ | ------------------ |
| 1     | Ungarn | Sándor Gombos      |
| 2     | Ungarn | Ödön Tersztyánszky |
| 3     | Ungarn | Gyula Glykais      |

## Medaillenspiegel
| Platz | Land               | Gold | Silber | Bronze | Gesamt |
| ----- | ------------------ | ---- | ------ | ------ | ------ |
| 1     | Frankreich         | 1    | 2      | 0      | 3      |
| 2     | Ungarn             | 1    | 1      | 1      | 3      |
| 3     | Königreich Italien | 1    | 0      | 1      | 2      |
| 4     | Belgien            | 0    | 0      | 1      | 1      |